# San Cristóbal de Aliste
San Cristóbal de Aliste es una localidad española del municipio de San Vitero, en la provincia de Zamora y la comunidad autónoma de Castilla y León.

## Situación
Forma parte de la comarca de Aliste, situándose a 13,9 km de la capital comarcal, Alcañices, y a unos 73,7 km de Zamora, su capital provincial. Cuenta con un término municipal irregular, llano al sur y montañoso al norte. Su casco urbano se sitúa sobre una elevación del terreno, desde la que se puede observar la ribera del pueblo, la sierra de la Culebra y parte de la comarca de Aliste.

## Historia
En la Edad Media, tras el nacimiento del Reino de León en el año 910, San Cristóbal quedó integrado en el mismo, hecho que no evitó la existencia de cierto conflicto entre los reinos leonés y portugués en los siglos XII y XIII por el control de esta zona de la frontera.
Ya en la Edad Contemporánea, con la creación de las actuales provincias en 1833, San Cristóbal, aún como municipio independiente, fue adscrito a la provincia de Zamora y la Región Leonesa, quedando integrado con la creación de los partidos judiciales en abril de 1834 en el de Alcañices. Asimismo, en torno a 1850, San Cristóbal de Aliste perdió la condición de municipio, pasando a integrarse en el de San Vitero. Finalmente, con la supresión del partido de Alcañices en 1983, fue integrado en el Partido Judicial de Zamora.

## Economía
La economía de San Cristóbal se ha basado históricamente en la actividad agrícola y ganadera, es decir, en el aprovechamiento de los recursos naturales existentes. Esta actividad se ha ido reduciendo progresivamente en las últimas décadas, especialmente tras el éxodo rural de los sesenta y  setenta del siglo XX. Durante generaciones, alcanzó cierto renombre por la fama de sus curanderos, a cuyas consultas acudían pacientes de toda España, e incluso de extranjero, en busca de una cura para sus diversas dolencias, especialmente las relacionadas con los huesos.

## Fiestas
San Cristóbal de Aliste celebra Santiago Apóstol, el 25 y 26 de julio.